# Ареа Продутива (Бари)
Ареа Продутива (итал. Area Produttiva) је насеље у Италији у округу Бари, региону Апулија.
Према процени из 2011. у насељу је живело 98 становника. Насеље се налази на надморској висини од 28 м.